# Paul Cassagnau
Pour les articles homonymes, voir Cassagnau.
Paul Cassagnau (23 janvier 1932–8 avril 2016) est un entomologiste français spécialiste des collemboles.

## Publications
1959
- Contribution à la connaissance du genre « Tetracanthella », Schott, éditions du Muséum, 1891.
- Faune française des collemboles.

1962
- E.H. Rapoport, Collemboles d'Amérique du Sud : Poduromorphes, Centre national de la recherche scientifique, 1962.

1968
- Sur la structure des chromosomes salivaires de Bilobella massoudi Cassagnau, 1968.